# Àrac

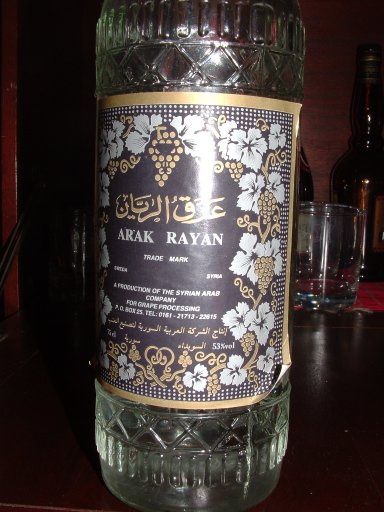
«Arak Rayan», de Síria.

L'àrac (de l'àrab: عرق, ʿaraq) és una beguda alcohòlica destil·lada incolora, de sabor anisat. És la beguda alcohòlica tradicional del Líban i Síria, tot i que també es produeix i comercialitza arreu de la Mediterrània oriental i el nord d'Àfrica, i encara més enllà, fins a l'Iran i l'Iraq. En àrab, a més del significat genèric d'‘aiguardent’, àraq també significa ‘suor’, ‘transpiració’. No s'ha de confondre amb l'arrack. El grau alcohòlic varia i pot arribar als 95º. El de més qualitat té entre 73º i 80º que, un cop diluït amb aigua, resulta 35-45°.

## Consum
No s'acostuma a beure sol sinó mesclant un 1/3 d'àrac i 2/3 d'aigua i gel. Aquesta dilució fa que el líquid es torni translúcid de color lletós i això és degut al fet que l'anetol, l'oli essencial de l'anís, és soluble en alcohol però no en l'aigua. L'àrac es mescla també en te i sucs de fruita. L'àrac se serveix amb el menjar.

## Preparació
El raïm es cull al setembre i octubre, es xafa i es posa en botes juntament amb el suc i es deixa fermentar tres setmanes. L'alambí per destil·lar-lo està fet de coure. L'alcohol bull a una temperatura de 80 °C o més, però per sota de 100 °C.
Després es fa una segona destil·lació, aquesta vegada barrejat amb llavors d'anís i després encara una tercera destil·lació a la temperatura més baixa possible.

## Variants
El mateix procediment dona lloca a l'ouzo a Grècia, la mastika a Macedònia del Nord i Bulgària, i el raki a Turquia.
Al Líban existeix una denominació d'origen controlada d'àrac a Zahleh, a la vall de la Beqaa.